# G20
G20(영어: Group of 20) 또는 그룹 오브 트웬티(영어: Group of Twenty), 주요 20개국(主要二十個國)은 세계 경제를 이끄는 G7에 12개의 신흥국·주요경제국 및 유럽 연합(EU), 아프리카 연합(AU)을 더한 20개의 국가 및 지역 모임이다. 또한 아시아 금융 위기 이후 금융, 외환 등에 관련된 국제적 위기 대체 시스템의 부재가 문제점으로 지적되면서, 1999년 9월 IMF 연차총회 당시 개최된 G8 재무장관회의에서 G8 국가와 주요 신흥시장국이 참여하는 G20 창설에 합의하였다. 1999년 12월 독일 베를린에서 처음으로 주요 선진국 및 신흥국의 재무장관 및 중앙은행 총재가 함께 모여 국제사회의 주요 경제·금융 이슈를 폭 넓게 논의하는 G20 재무장관회의가 개최되었다.
이후 G20는 매년 정기적으로 회원국 재무장관과 중앙은행 총재들이 회의를 주도해오다가 조지 W. 부시 행정부 시절이던 2008년 11월 14일, 세계 금융 위기 발생으로 인한 위기 극복을 위해 선진국과 신흥국간의 공조 필요성이 대두되면서 정상급 회의로 격상되어 처음으로 미국 워싱턴 D.C.에서 G20 정상회의가 개최되었다. 이에 따라 조지 W. 부시는 역대 G20 정상회의를 처음으로 개최한 세계 지도자가 되었다. 이후 2009년 오바마 행정부 출범 이후 2차 런던회의에 이어 3차 피츠버그 회의에서는 G20 체제로 전환되는 과도기인 2010년에 캐나다가 6월에 G8과 G20를 연계 개최하고, 대한민국이 11월에 개최하기로 결정했으며 G20 정상회의를 정례화하기로 했다. 2011년 이후는 연 1회 개최된다.
현재 G20 구성원들의 인구를 합치면 전 세계 인구의 3분의 2에 달한다. 또 이들 국가의 국내총생산(GDP)을 모두 합한 값은 전 세계의 85%에 해당하며, 세계 교역량의 80%을 차지하고 있는 만큼, G20에서 결정되는 현안은 국제적으로 끼치는 경제 영향력이 매우 크다고 할 수 있다.

## 구성원
G20의 구성원은 기존의 G7 참가국과 각 대륙의 신흥국 및 주요국 12개국, 유럽연합 의장국, 아프리카 연합을 포함해 총 21개국이다. 단, 그 해의 유럽연합 의장국이 기존의 구성원일 경우 20개국으로 회담이 이루어진다. 참가 기구로는 IMF, IBRD, 유럽중앙은행, 국제통화금융위원회 등이 있다.
별도의 사무국은 없으며, 의장국이 1년 동안의 임기 동안에 사무국 역할을 한다. G20의 각 나라들은 5개의 그룹으로 나뉘어 있고, 그룹별 순환 방식에 따라 그룹 내에서 우선 선정 후, 재무차관 회의에서 결정 및 재무장관회의에서 공식 발표한다. G20 의장국은 의장국 수임년도 전후 1년씩 G20 매니지먼트 트로이카의 일원으로 의장국의 자문단 역할을 한다.

### 국가 정보
| 지역       | 회원국            | 무역규모 백만달러 (2013) | GDP (명목) 백만달러 (2014) | GDP (PPP) 백만달러 (2014) | 1인당 GDP 명목, 달러 (2014) | 1인당 GDP PPP, 달러 (2014) | HDI (2014) | 인구          | 넓이       | P5 | G7 | BRICS | MIKTA | DAC | OECD | IMF의 분류 |
| ---------- | ----------------- | ------------------------ | -------------------------- | ------------------------- | --------------------------- | -------------------------- | ---------- | ------------- | ---------- | -- | -- | ----- | ----- | --- | ---- | ---------- |
| 아시아     | 대한민국          | 1,075,200                | 1,449,494                  | 1,789,758                 | 28,739                      | 35,485                     | 0.891      | 50,437,000    | 100,210    | ×  | ×  | ×     | ○     | ○   | ○    | 선진국     |
| 아시아     | 일본              | 1,548,300                | 4,769,804                  | 4,788,033                 | 37,540                      | 37,683                     | 0.890      | 127,061,000   | 377,930    | ×  | ○  | ×     | ×     | ○   | ○    | 선진국     |
| 아시아     | 중화인민공화국    | 4,150,000                | 10,355,350                 | 17,632,014                | 7,572                       | 12,893                     | 0.719      | 1,367,520,000 | 9,572,900  | ○  | ×  | ○     | ×     | ×   | ×    | 개발도상국 |
| 아시아     | 인도네시아        | 384,100                  | 856,066                    | 2,554,311                 | 3,404                       | 10,157                     | 0.684      | 251,490,000   | 1,904,569  | ×  | ×  | ×     | ○     | ×   | ×    | 개발도상국 |
| 아시아     | 인도              | 779,300                  | 2,047,811                  | 7,277,279                 | 1,626                       | 5,777                      | 0.586      | 1,259,695,000 | 3,287,263  | ×  | ×  | ○     | ×     | ×   | ×    | 개발도상국 |
| 아시아     | 튀르키예          | 370,800                  | 813,316                    | 1,512,127                 | 10,518                      | 19,556                     | 0.759      | 77,324,000    | 783,562    | ×  | ×  | ×     | ○     | ×   | ○    | 개발도상국 |
| 아시아     | 사우디아라비아    | 544,100                  | 777,870                    | 1,651,718                 | 25,401                      | 53,935                     | 0.836      | 30,624,000    | 2,149,690  | ×  | ×  | ×     | ×     | ×   | ×    | 개발도상국 |
| 유럽       | 유럽 연합         | 4,485,000                | 18,398,669                 | 18,124,316                | 36,392                      | 35,849                     | 0.876      | 505,570,700   | 4,422,773  |    |    |       |       |     |      |            |
| 유럽       | 프랑스            | 1,260,700                | 2,902,330                  | 2,586,524                 | 45,384                      | 40,445                     | 0.884      | 63,951,000    | 640,679    | ○  | ○  | ×     | ×     | ○   | ○    | 선진국     |
| 유럽       | 독일              | 2,600,600                | 3,820,464                  | 3,621,357                 | 47,201                      | 44,741                     | 0.911      | 80,940,000    | 357,114    | ×  | ○  | ×     | ×     | ○   | ○    | 선진국     |
| 유럽       | 이탈리아          | 995,100                  | 2,129,276                  | 2,065,933                 | 35,512                      | 34,455                     | 0.872      | 59,960,000    | 301,336    | ×  | ○  | ×     | ×     | ○   | ○    | 선진국     |
| 유럽       | 영국              | 1,196,900                | 2,847,604                  | 2,434,932                 | 44,141                      | 37,744                     | 0.892      | 64,511,000    | 242,495    | ○  | ○  | ×     | ×     | ○   | ○    | 선진국     |
| 유럽       | 러시아            | 866,300                  | 2,057,301                  | 3,558,640                 | 14,317                      | 24,764                     | 0.778      | 143,700,000   | 17,098,242 | ○  | x  | ○     | ×     | ×   | ×    | 개발도상국 |
| 아메리카   | 캐나다            | 932,600                  | 1,793,797                  | 1,578,921                 | 50,577                      | 44,519                     | 0.902      | 35,467,000    | 9,984,670  | ×  | ○  | ×     | ×     | ○   | ○    | 선진국     |
| 아메리카   | 멕시코            | 771,200                  | 1,295,860                  | 2,143,499                 | 10,837                      | 17,925                     | 0.756      | 119,581,789   | 1,964,375  | ×  | ×  | ×     | ○     | ×   | ○    | 개발도상국 |
| 아메리카   | 미국              | 3,908,700                | 17,416,253                 | 17,416,253                | 54,678                      | 54,678                     | 0.914      | 318,523,000   | 9,846,468  | ○  | ○  | ×     | ×     | ○   | ○    | 선진국     |
| 아메리카   | 아르헨티나        | 152,690                  | 536,155                    | 927,382                   | 12,778                      | 22,101                     | 0.808      | 41,961,000    | 2,780,400  | ×  | ×  | ×     | ×     | ×   | ×    | 개발도상국 |
| 아메리카   | 브라질            | 494,800                  | 2,244,131                  | 3,072,607                 | 11,067                      | 15,153                     | 0.744      | 202,768,000   | 8,515,767  | ×  | ×  | ○     | ×     | ×   | ×    | 개발도상국 |
| 아프리카   | 아프리카 연합     |                          |                            |                           | 5,733                       | 7.573                      | 0.577      | 1,400,000,000 |            |    |    |       |       |     |      |            |
| 아프리카   | 남아프리카 공화국 | 208,000                  | 341,216                    | 683,147                   | 6,354                       | 12,722                     | 0.658      | 53,699,000    | 1,221,037  | ×  | ×  | ○     | ×     | ×   | ×    | 개발도상국 |
| 오세아니아 | 오스트레일리아    | 522,000                  | 1,482,539                  | 1,100,449                 | 62,822                      | 46,631                     | 0.933      | 23,599,000    | 7,692,024  | ×  | ×  | ×     | ○     | ○   | ○    | 선진국     |

## 정상회의
| 회차 | 날짜                         | 개최국            | 개최 도시        | 비고                                                                                 |
| ---- | ---------------------------- | ----------------- | ---------------- | ------------------------------------------------------------------------------------ |
| 1차  | 2008년 11월 14일 ~ 11월 15일 | 미국              | 워싱턴 D.C.      |                                                                                      |
| 2차  | 2009년 4월 2일               | 영국              | 런던             |                                                                                      |
| 3차  | 2009년 9월 24일 ~ 9월 25일   | 미국              | 피츠버그         |                                                                                      |
| 4차  | 2010년 6월 26일 ~ 6월 27일   | 캐나다            | 토론토           | 6월 25일부터 6월 27일까지 캐나다 온타리오주 헌츠빌에서 열린 G8 정상 회의와 연계 개최 |
| 5차  | 2010년 11월 11일 ~ 11월 12일 | 대한민국          | 서울             | 11월 13일부터 11월 14일까지 일본 요코하마에서 열린 APEC 정상 회의와 연계 개최        |
| 6차  | 2011년 11월 3일 ~ 11월 4일   | 프랑스            | 칸               | 2011년부터 연 1회 정례 개최                                                          |
| 7차  | 2012년 6월 18일 ~ 6월 19일   | 멕시코            | 로스카보스       |                                                                                      |
| 8차  | 2013년 9월 5일 ~ 9월 6일     | 러시아            | 상트페테르부르크 |                                                                                      |
| 9차  | 2014년 11월 15일 ~ 11월 16일 | 오스트레일리아    | 브리즈번         |                                                                                      |
| 10차 | 2015년 11월 15일 ~ 11월 16일 | 튀르키예          | 안탈리아         |                                                                                      |
| 11차 | 2016년 9월 4일 ~ 9월 5일     | 중화인민공화국    | 항저우           |                                                                                      |
| 12차 | 2017년 7월 7일 ~ 7월 8일     | 독일              | 함부르크         |                                                                                      |
| 13차 | 2018년 11월 30일 ~ 12월 1일  | 아르헨티나        | 부에노스아이레스 |                                                                                      |
| 14차 | 2019년 6월 28일 ~ 6월 29일   | 일본              | 오사카           |                                                                                      |
| 15차 | 2020년 11월 21일 ~ 11월 22일 | 사우디아라비아    | 리야드           | 코로나19 범유행의 여파로 인해 화상 회의 형식으로 개최됨                              |
| 16차 | 2021년 10월 30일 ~ 10월 31일 | 이탈리아          | 로마             |                                                                                      |
| 17차 | 2022년 11월 15일 ~ 11월 16일 | 인도네시아        | 발리             |                                                                                      |
| 18차 | 2023년 9월 9일 ~ 9월 10일    | 인도              | 뉴델리           |                                                                                      |
| 19차 | 2024년 11월 18일 ~ 11월 19일 | 브라질            | 리우데자네이루   |                                                                                      |
| 20차 | 2025년 11월 22일 ~ 11월 23일 | 남아프리카 공화국 | 요하네스버그     |                                                                                      |
| 21차 | 2026년                       | 미국              | 미정             |                                                                                      |

## 보건장관 회의
- 이상 생략
- G20 보건장관회의 - 2021년 9월 5일-6일, 이탈리아 로마[9]

## 같이 보기
- G2
- G7
- D-10 전략포럼
- 삼극위원회
- 지역강국
- 선진국
- 신흥공업국
- 브릭스
- 믹타
- 세계화
- 2007년 금융 위기
- 아시아 금융 위기